# Mamba (spel)
Mamba is een MS-DOS-spel uit 1989, gemaakt door Bert Uffen. Het spel lijkt erg op Snake.

## Omschrijving
Het doel van het spel is om de blauwe punten (deze stellen eieren voor) te pakken. Naarmate het spel vordert wordt de mamba langer en laat uiteindelijk een beige muur achter. Hier kun je vervolgens niet meer doorheen. Na verloop van tijd wordt de muur vervangen door groene punten, die meer waard zijn dan de blauwe punten. Ten slotte komt na elk level een gifgroen groot blok, dat het meest waard is.

## Puntentelling
- Blauwe punten: level * 1, met een maximum van 10
- Groene punten: level * 10, met een maximum van 100
- Gifgroen blok: willekeurig